# Recompensa dominante
En teoría de juegos, un equilibrio de recompensa dominante es un equilibrio de Nash que es pareto óptimo. Es decir, entre todos los equilibrios de Nash de un juego, el equilibrio de recompensa dominante reporta al menos la misma recompensa que cualquier otro equilibrio para todos los jugadores y estrictamente más que uno.
La dominancia de recompensa es un concepto de solución introducido por Harsanyi y Selten en 1988. Sugiere que si el resto de factores son iguales, los individuos tenderán a elegir el equilibrio de Nash que tiene recompensa dominante sobre los demás. Por ejemplo, considérese el juego de coordinación aquí mostrado.
Este juego tiene dos equilibrios de Nash, (C, C) y (D, D). Parece claro que los dos jugadores elegirían (C, C), el equilibrio de recompensa dominante. Sin embargo, todos los casos no son tan evidentes. Un ejemplo en el que los individuos pueden elegir una estrategia de recompensa no dominante es la caza del ciervo.